# Rosa Vicens Mas
Rosa Vicens Mas (* 25. Juni 2000) ist eine spanische Tennisspielerin.

## Karriere
Vicens Mas spielt bislang vor allem auf Turnieren der ITF Women’s World Tennis Tour, bei der sie bereits neun Einzel- und einen Doppeltitel gewinnen konnte.
Für die Mallorca Open erhielt sie sowohl in den Jahren 2017 und 2018 als auch 2019 eine Wildcard für die Qualifikation.

## Turniersiege

### Einzel
| Nr. | Datum            | Turnier               | Kategorie | Belag     | Finalgegnerin         | Ergebnis      |
| --- | ---------------- | --------------------- | --------- | --------- | --------------------- | ------------- |
| 1.  | 10. März 2019    | Tabarka               | ITF W15   | Sand      | Darja Lodikowa        | 6:2, 7:68     |
| 2.  | 21. April 2019   | Tabarka               | ITF W15   | Sand      | Amanda Carreras       | 6:4, 6:2      |
| 3.  | 27. Juni 2021    | Antalya               | ITF W15   | Sand      | María Herazo González | 6:1, 6:2      |
| 4.  | 17. Oktober 2021 | Antalya               | ITF W15   | Sand      | Sonay Kartal          | 6:1, 2:6, 6:3 |
| 5.  | 5. Dezember 2021 | Kairo                 | ITF W15   | Sand      | Anastasia Nefedova    | 6:4, 6:4      |
| 6.  | 6. März 2022     | Antalya               | ITF W15   | Sand      | Dejana Radanović      | 6:4, 5:7, 6:1 |
| 7.  | 8. Mai 2022      | Tossa de Mar          | ITF W25+H | Teppich   | Isabella Kruger       | 7:5, 6:3      |
| 8.  | 17. Juli 2022    | Guimarães             | ITF W25   | Hartplatz | Alexandra Bozovic     | 6:4, 6:1      |
| 9.  | 5. März 2023     | San Miguel de Tucumán | ITF W25   | Sand      | Carolina Alves        | 6:2, 6:1      |

### Doppel
| Nr. | Datum            | Turnier | Kategorie   | Belag | Partnerin            | Finalgegnerinnen                          | Ergebnis  |
| --- | ---------------- | ------- | ----------- | ----- | -------------------- | ----------------------------------------- | --------- |
| 1.  | 9. November 2018 | Vinaros | ITF $15.000 | Sand  | Gemma Lairon Navarro | Noelia Bouzo Zanotti Ioana Loredana Roșca | 7:67, 6:3 |